# Platon Lebedev
Platon Leonidovitch Lebedev (en russe : Плато́н Леони́дович Ле́бедев), né le 29 novembre 1956 à Moscou, est un homme d'affaires russe, ancien PDG du groupe Menatep, un consortium bancaire russe issu de la nébuleuse de sociétés créées par Mikhaïl Khodorkovski, et développées autour de la compagnie pétrolière Ioukos.
Condamné pour fraude fiscale, blanchiment d'argent et détournement de fonds par les tribunaux russes dans deux affaires judiciaires, il est emprisonné, notamment avec Mikhaïl Khodorkovski, de juillet 2003 à janvier 2014 dans la colonie pénitentiaire no 3 (qui a aussi accueilli Alexeï Navalny), au nord de la Sibérie.

## Biographie

### Formation et carrière dans l'industrie pétrolière et bancaire russe
Platon Lebedev est diplômé de l'université russe d'économie Plekhanov à Moscou, dont il sort en 1981. Il travaille ensuite au département du commerce extérieur et de prospections géophysiques, au sein des ministères soviétiques jusqu'en 1989. Il y fait la rencontre de Leonid Nevzline, homme d'affaires israélo-russe et philanthrope qui l'introduit auprès de Mikhaïl Khodorkovski afin de participer à la direction du groupe Menatep. Entre 1989 et 1992, Lebedev dirige le département des devises et des finances de la banque Menatep et devient par la suite président et membre du conseil d'administration en 1993, poste qu'il occupe jusqu'en 1995. À partir de 1996, il siège au conseil d'administration de la compagnie pétrolière Ioukos. Il reste PDG du groupe Menatep Ltd. (actionnaire principal de Ioukos) de 2002 jusqu'à son arrestation en juillet 2003.

### Affaires Ioukos et détention politique
Platon Lebedev est notamment connu pour avoir été impacté par le scandale du groupe Ioukos au moment de la privatisation du consortium. Jusqu'en juillet 2004, Ioukos est l'une des plus grandes compagnies pétrolières privées au monde. Elle produit 20 % du pétrole en Russie, soit 2 % de la production mondiale. En 1995, au milieu de la vague de privatisations des biens de l'État russe par distribution de parts (vouchers) aux habitants puis par des ventes aux enchères, Mikhaïl Khodorkovski rachète le groupe Ioukos pour 360 millions de dollars lors d'une vente qui fait l'objet de critiques : les deux seuls acheteurs ayant été autorisés par le pouvoir de Boris Eltsine à participer aux enchères sont des compagnies détenues à 51 % par la Menatep, banque alors dirigée par Mikhaïl Khodorkovski, oligarque proche de Boris Eltsine. Au début des années 2000, Mikhaïl Khodorkovski se rapproche des États-Unis afin de nouer des alliances avec le groupe américain Exxon Mobil. En 2003, Exxon Mobil et Chevron Texaco se montrent intéressées par le rachat de parts de Ioukos. Le montant de la vente est d'environ 20 milliards de dollars.
Durant l'été 2003, l'entreprise Ioukos est cependant soupçonnée de malversations financières. Le numéro 2 de l'entreprise pétrolière, Platon Lebedev, est arrêté par la justice le 2 juillet 2003. À la suite de cette arrestation, Mikhaïl Khodorkovski est entendu comme témoin. Lebedev est rapidement incarcéré au sein d'une colonie pénitentiaire de haute sécurité. Mikhaïl Khodorkovski est lui arrêté en octobre 2003. Khodorkovski et Lebedev sont condamnés à une peine de neuf ans de prison pour fraude fiscale, le 31 mai 2005. Il est par la suite accusé de détournement de fonds et de blanchiment d'argent en 2009, dans le cadre d'une manœuvre politique du pouvoir russe, alors aux mains de Vladimir Poutine, pour écarter un certain nombre d'oligarques et de financiers,. Il plaide alors non coupable. Le 27 décembre 2010, Lebedev et Khodorkovski sont condamnés chacun à 13 ans de prison pour blanchiment d'argent et détournement de fonds. Ils sont alors désignés coupables d'avoir mis en place un cartel criminel dans le secteur pétrolier, détournant à leur profit près de 218 millions de tonnes de pétrole issues des filiales d'extraction pétrolière du groupe Ioukos (Uganskneftegaz, Tomskneft et Samaraneftegaz).

### Pression internationale et libération anticipée
Le 24 mai 2011, Platon Lebedev et Mikaïl Khodorkovski sont désignés comme prisonniers politiques par Amnesty International, qui critique leur second procès et demande leur libération à l'expiration de leur peine initiale de neuf ans. Le 25 octobre 2013, le Festival international de littérature de Berlin (en) organise une lecture publique en solidarité avec Platon Lebedev et tous les condamnés désignés comme prisonniers politiques en Russie
Le 7 août 2012, les peines cumulées de 13 ans de Platon Lebedev sont réduites de 3 ans et 4 mois par le tribunal de Velsk (région d'Arkhangelsk), près du lieu où Lebedev est emprisonné. En décembre 2013, Khodorkovski est libéré, suivi par Lebedev le 24 janvier 2014. Cette libération anticipée, qui aurait été voulue par Dmitri Medvedev, est orchestrée par le pouvoir politique russe pour envoyer aux investisseurs étrangers un message de modernisation du pouvoir politique et favoriser un climat favorables aux partenariats économiques avec l'étranger, reposant notamment sur la confiance en un système judiciaire équitable pour les investisseurs,. Cette libération ne signe pas la fin des poursuites judiciaires pour Lebedev : la cour suprême maintient l'amende de 17 milliards de roubles (500 millions de dollars américains) d'arriérés d'impôts qu'il a été condamné à verser,.